# Dommartin-la-Chaussée
Dommartin-la-Chaussée ist eine französische Gemeinde mit 27 Einwohnern (Stand: 1. Januar 2022) im Département Meurthe-et-Moselle in der Region Grand Est (bis 2015 Lothringen). Die Gemeinde gehört zum Arrondissement Toul und zum Kanton Le Nord-Toulois. 

## Geografie
Dommartin-la-Chaussée liegt etwa 21 Kilometer südöstlich von Metz im Regionalen Naturpark Lothringen. Umgeben wird Dommartin-la-Chaussée von den Nachbargemeinden Hagéville im Norden, Saint-Julien-lès-Gorze im Osten, Charey im Süden sowie Dampvitoux im Westen.

## Bevölkerungsentwicklung
| Jahr                       | 1962 | 1968 | 1975 | 1982 | 1990 | 1999 | 2006 | 2019 |
| Einwohner                  | 35   | 32   | 23   | 23   | 17   | 36   | 51   | 32   |
| Quellen: Cassini und INSEE |      |      |      |      |      |      |      |      |

## Sehenswürdigkeiten
- Merowingernekropole
- Kirche Saint-Martin, 1917 zerstört, 1924 wieder errichtet

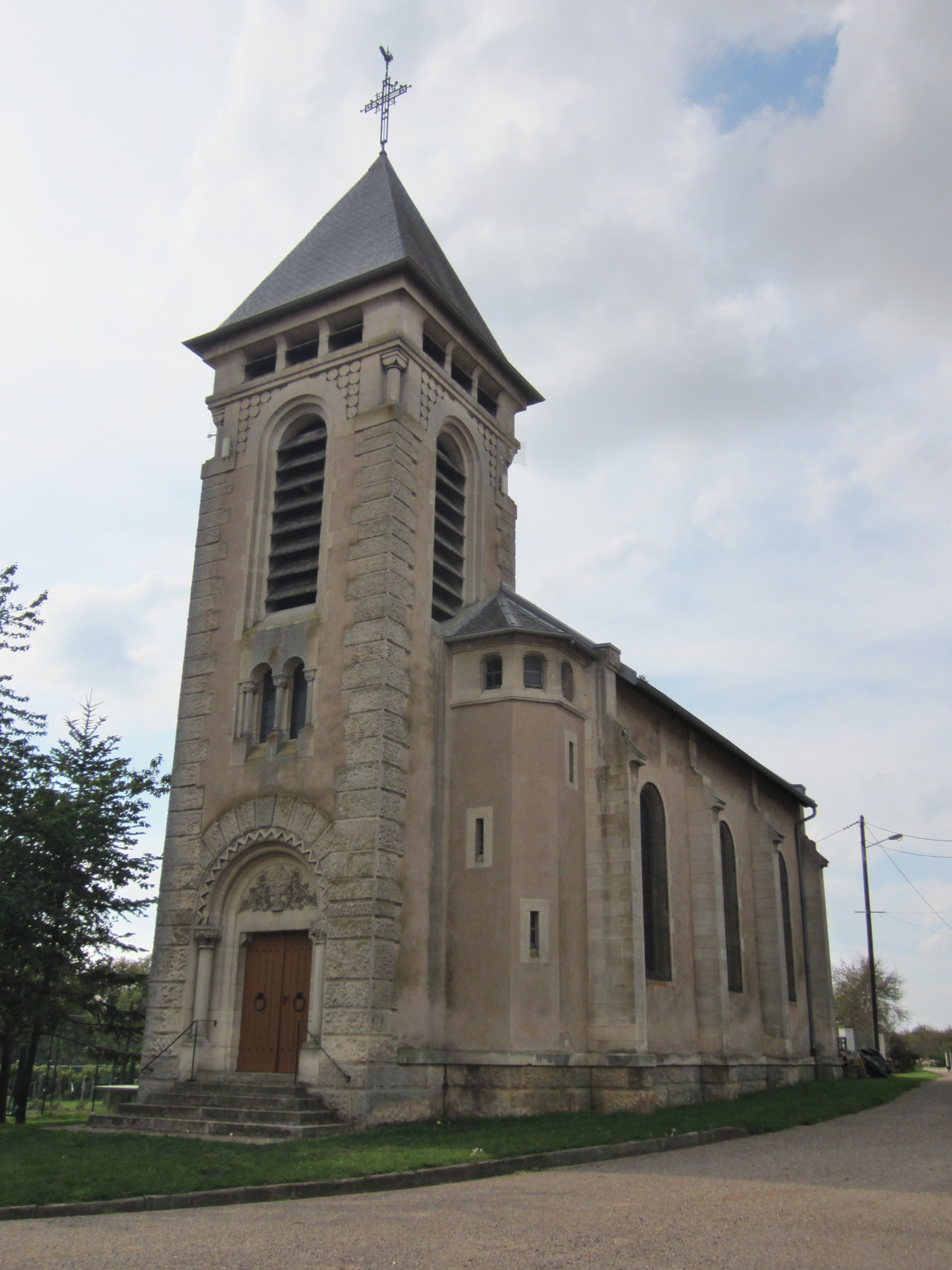
Kirche Saint-Martin